# Xantatge emocional
El xantatge emocional és el tractament abusiu dins d'una relació que busca modificar el comportament de l'altra persona a través dels seus sentiments de por, culpa, deure o amor. Es basa en l'amenaça, explícita o implícita, de conseqüències emocionalment negatives si l'altre no adapta la conducta al que desitja qui fa el xantatge. Es pot manifestar en comentaris, rebequeries, tractament de silenci, demostrar patiment, recordar obligacions o fets del passat o en altres formes afins. Pot ser un mecanisme conscient o inconscient però sempre és un tipus de manipulació psicològica. El terme prové del 1947.

## Tipus
El xantatge emocional es pot classificar de diverses maneres. En primer lloc, segons el mecanismes en què es manifesta i la seva intensitat. Es relaciona amb unes fases concretes:
- En una primera frase el subjecte manifesta, explícitament o no, que no desitja que passi un esdeveniment o conducta lligat a la víctima. Es fa al·lusió al vincle afectiu entre ambdós, si hi ha respecte i estima, no es permetrà que passi allò, ja que causa dolor al subjecte. També es pot camuflar com una recomanació de benestar per a la víctima.
- En una segona fase, si la víctima insisteix en la conducta no desitjada, sorgeix el xantatge amb la presència de les conseqüències (amenaces, malestar)
- En una tercera fase, si no es produeix el canvi, augmenta la intensitat o repetició del xantatge, que pot adoptar altres formes de maltractament psicològic.

En segon terme, hi ha dues classes de xantatge en funció de com siguin les conseqüències negatives. La primera és de tipus castigador (si no es modifica la conducta, la víctima rebrà un càstig) i la segona és autocastigadora (si la víctima no canvia, el subjecte patirà i pel vincle d'amor o obligació que els uneix, això no està permès ni és desitjable).
En tercer lloc, es pot classificar segons les emocions que provoqui en la víctima, tot i que sol haver-hi una barreja confusa de sentiments.